# Felix Becker
Felix Becker (* 9. srpna 1964 Darmstadt, Německo) je bývalý západoněmecký a německý sportovní šermíř, který se specializoval na šerm šavlí. Západní Německo a později sjednocené Německo reprezentoval v osmdesátých a devadesátých letech. Na olympijských hrách startoval v roce 1988, 1992 a 1996 v soutěži jednotlivců a družstev. V soutěži jednotlivců postoupil do čtvrtfinále na olympijských hrách 1996. V roce 1994 získal titul mistra světa v soutěži jednotlivců a v roce 1993 titul mistra Evropy. Se západoněmeckým družstvem šavlistů vybojoval v roce 1989 druhé místo na mistrovství světa a s německým družstvem tři třetí místa v letech 1990, 1991 a 1993.